# Godert Alexander Gerard Philip van der Capellen

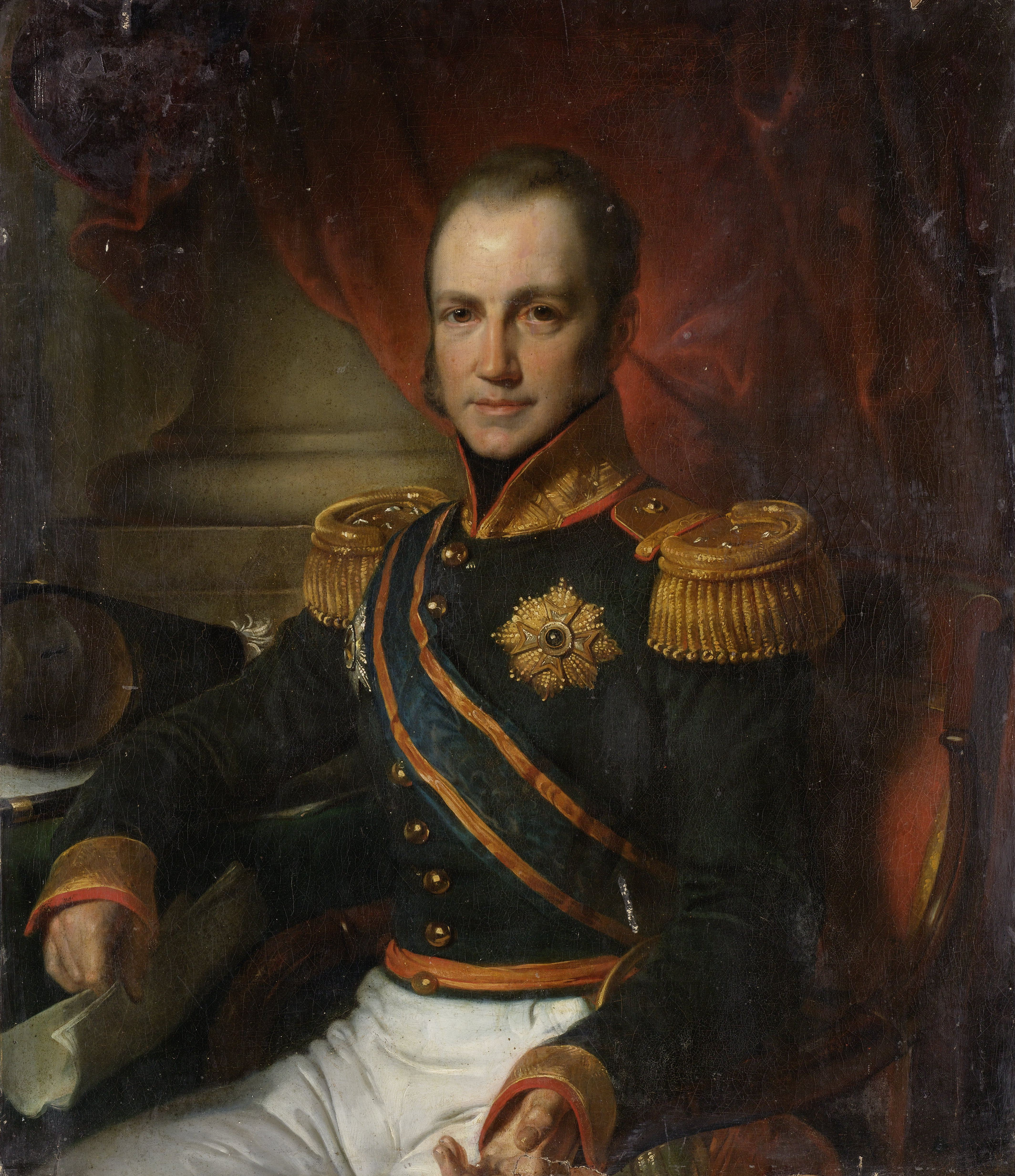
Godert Alexander Gerard Philip van der Capellen

Godert Alexander Gerard Philip Baron van der Capellen, vollständig Goderd Alexander Gebard Philip, Baron van der Capellen, Herr von Berkenwoude-en-Achterbroek (* 15. Dezember 1778 in Utrecht; † 10. April 1848 in De Bilt) aus dem Adelsgeschlecht derer von der Capellen war ein niederländischer Staatsmann.

## Leben
Van der Capellen war der jüngster Sohn von Alexander Philip van der Capellen, Herr von Berkenwoude-en-Achterbroek, und dessen Frau Maria Taets van Amerongen. Als er etwa acht Jahre alt war, verlor er seinen Vater und wurde zur Ausbildung dem wallonischen Prediger Pierre Chevalier (1760–1825) anvertraut. Nach Beendigung der Ausbildung studierte er Rechtswissenschaft an der Universität Utrecht und schloss dieses mit dem Master of Laws ab. Anschließend besuchte er Kurse von Johann Friedrich Blumenbach und Georg Friedrich von Martens an der Universität Göttingen.
Er heiratete am 20. April 1803 in Utrecht Jacoba Elisabeth (geborene Barones van Tuyll van Serooskerken), die Tochter von Willem René Baron van Tuyll van Serooskerken Heer van Zuylen en Westbroek und dessen Frau Johanna Catharina (geborene Fagel). Seine Frau begleitete ihn auf all seinen Reisen, sie hatten keine Kinder.

## Wirken unter Napoleon
Im Jahr 1803 wurde er zum Sekretär der Departementsrechnungskammer in Utrecht und 1805 vom Großpensionär Rutger Jan Schimmelpenninck zum Mitglied des dortigen Finanzrats ernannt. König Ludwig beförderte ihn 1806 zunächst zum Assessor des Landdrost und zum Generalsekretär des Départements Utrecht. Der König schickte ihn 1808 gemeinsam mit Johan Frederik Rudolph van Hooff (1755–1860) und Christiaan Bangeman Huygens als Kommissare nach Ostfriesland, um diese, damals dem Königreich Holland angegliederte Provinz, sowie die Herrschaften Jever, Varel und Kniphuizen in Besitz zu nehmen.
Van der Capellen wurde zum Landdrost des neu gegründeten Départements Ostfriesland in Aurich ernannt. Er setzte sich dafür ein, dass der König die für Ostfriesland geforderte Steuer von zwei Millionen Gulden um die Hälfte reduzierte. Um 1810 ernannte ihn König Ludwig zum Staatsrat und kurz darauf zum Minister für innere Angelegenheiten und Religion. In den damaligen unruhigen Zeiten tat er sich mit dem Justizminister Jean Henry Appelius und dem Kriegsminister Cornelis Rudolphus Theodorus Krayenhoff zusammen. Gemeinsam rieten sie dazu, die Flussübergängen besser gegen die französische Armee zu verteidigen. König Ludwig befahl jedoch die Grenzfestungen aufgegeben. Kurz darauf dankte König Ludwig Napoleon zugunsten seines ältesten Sohns Ludwig II. ab.
Unter Kaiser Napoleon während der französischen Herrschaft lehnte er ihm angebotene Stellung ab und behielt sein Ministerium nur unter Zwang bis zum 1. Januar 1811. Als ihm gemeinsam mit Anton Reinhard Falck und anderen Beamten der unter dem Motto « Tout pour l’Empire » gestiftete kaiserliche Reunionsorden verliehen werden sollte, verweigerte er die Annahme des Ritterkreuzes.

## Im Dienste der Niederlande
Mitte 1811 kam er mit seiner Frau nach Grätz in das Exil das abgetretenen Königs Ludwig. Familienangelegenheiten führten ihn zurück nach Holland und im September 1813 verließ er erneut sein Vaterland und begab sich vorübergehend nach Mannheim. Als er dort vom Ausbruch der Revolution in Holland hörte, kehrte er sofort in die Heimat zurück. Er hoffte, dass mit der vollständigen Wiederherstellung der niederländischen Unabhängigkeit auch die Würde des Hauses Oranien wiederhergestellt werde. Bei seiner Rückkehr wurde er zum Generalkommissar des Départements Zuyderzée und später durch Wilhelm I. zum Minister für Handel und Kolonien. Er übte diese Funktion jedoch nie aus, da er im Mai 1814 bei der Vereinigung der Niederlande als Kommissar der Niederlande zum Generalgouverneur Nicolas Charles Baron de Vincent (Karl von Vincent) nach Brüssel entsandt wurde. Als die Regierung am 1. August 1814 an den Souverän überging, wurde van der Capellen mit dem Titel eines Staatssekretärs an die Spitze des belgischen Ministeriums gestellt, bis der neue König ihn im Oktober 1814 zum Generalkommissar und Generalgouverneur von Niederländisch-Indien ernannte. Doch seine Abreise dorthin verzögerte sich zunächst. Im Januar 1815 wurde er auf dem Wiener Kongress mit einer sehr geheimen und wichtigen Mission betraut. Er verhandelte den Beitritt zum Geheimvertrag zwischen Frankreich, England und Österreich, der zum Ziel hatte, die weitreichenden Ansprüchen Russlands und Preußens entgegenzuwirken und die des Hauses Oranien zu sichern.

## Wirken in Niederländisch-Indien
Im Oktober 1815 reiste van der Capellen gemeinsam mit Arnold Adriaan Buyskes (1771–1838) und Cornelis Theodorus Elout (1767–1841) in die Kolonie, um die ostindischen Besitzungen von den Engländern zu übernehmen. John Fendall, der Gouverneur von Java, wollte die reichen Kolonien nicht ohne weiteres herausgeben, so dass die feierliche Besitzübernahme erst am 19. August 1816 stattfand, obwohl die Generalkommissare bereits vier Monate zuvor in Batavia angekommen waren. Dort waren die Kommissare auch mit der Neuordnung der Verwaltung der Kolonie beauftragt, so dass van der Capellen als alleiniger Generalgouverneur waltete, während Elout und Buyskes noch bis 1819 in Batavia weilten.
Im März 1817 brach auf den Molukken ein gefährlicher Aufstand aus bei dem allein auf der Insel Honimoa etwa 130 Kolonisten getötet wurden. Unter diesen befand sich auch der Resident Johannes Rudolphus van den Berg mit seiner Familie, von denen lediglich ein Kind überlebte. Der Aufstand konnte erst unter Mitwirkung von Admiral Buyskes im Oktober 1818 niedergeschlagen werden. Bereits im Jahr 1819 kam es wiederum zu Aufständen, dieses Mal auf Sumatra. Erst durch die Rückeroberung der der Stadt Palembang durch Generalmajor Hendrik Merkus de Kock am 24. Juli 1822 beruhigte sich die Lage wieder.
Am 17. Mai 1824 wurde in London ein Vertrag geschlossenen, in dem die englischen und niederländischen Besitzungen geregelt wurden. Van der Capellen war ein Gegner dieses Abkommens, da er die Abtretung Singapurs an die Engländer ablehnte. Er hatte bereits zuvor entschieden gegen die englische Kolonialregierung und Besetzung dieser Insel protestiert. Er widersetzte sich später auch der Gründung der Handelsgesellschaft, da er diese als nachteiliges Monopol betrachtete. Er widersetzte sich zudem einer königlichen Anweisung dieser Gesellschaft eine beträchtliche Menge Kaffee zu verkaufen und verkaufte den Kaffee öffentlich. Dadurch ersparte er im Nachhinein der Staatskasse einen Verlust von drei Tonnen Gold.
Van der Capellen bemühte sich die Situation der Bewohner von Java, die unter belastenden Steuern, Zwangsarbeit und Erpressung litten, zu verbessern. Er förderte den Ausbau der Landwirtschaft, um die Produktion für den europäischen Markt zu steigern, ließ die wenigen  Schulen ausbauen und mit der Gründung der Kolonialmarine eine Kommission zur Verbesserung bestehender Seekarten einrichten.
Eigentlich hatte er das Amt des Generalgouverneurs lediglich für einen Zeitraum von fünf Jahren erhalten. Da er die niederländischen Besitzungen jedoch in Wohlstand hinterlassen wollte, hatte er seine Rückkehr nach Europa mehrmals verschoben. 1822 übermittelte er dem König seinen Wunsch nach einer Abberufung. Dieser erteilte ihm die Erlaubnis Ende 1824 sein Amt niederzulegen und die indischen Provinzen zu verlassen. Doch seine Abreise verzögerte sich erneut und so kehrte er erst im Juni 1826 wieder in die Niederlande zurück. Allerdings wurde er dort nicht so positiv empfangen, wie er erwartet hatte. Sein Einsatz zum Wohle der Eingeborenen und für die Abschaffung der Sklaverei stieß bei vielen auf Ablehnung.

## Letzte Jahre
Nachdem sich die Vorbehalte ihm gegenüber gelegt hatten, wurde van der Capellen 1828/1829 wurde zum Präsidenten des Kuratoriums der Universität Utrecht ernannt. Er lebte dort in der Nähe auf dem Landsitz Vollenhoven bei De Bilt und genoss wieder das Vertrauen von König Wilhelm I., der ihm mehrfach hohe Ämter anbot, darunter das Gouvernement von Luxemburg oder als Botschafter nach Sankt Petersburg zu gehen, was er jedoch ablehnte. Stattdessen nahm er 1838 die Stellung als außerordentlicher Gesandter am englischen Hof an, um als Vertreter des Königs an der Krönung Viktorias teilzunehmen. Im Jahr 1840 wurde er nach der Thronbesteigung Königs Wilhelm II. erneut nach London geschickt, um Königin Victoria darüber in Kenntnis zu setzen. Er fungierte zudem als Oberkammerherr des Königs. Im August 1846 wurde er gebeten in Arnheim Ihre Majestät der Königinwitwe Adelheid von England im Namen von König Wilhelm II. zu empfangen und sie nach Amsterdam und Den Haag zu begleiten. Diesem Auftrag kam er bereitwillig nach und begleitete sie auch auf einem mehrtägigen Aufenthalt an Bord des englischen Dampfschiffs Black Eagle nach Rotterdam. Als ihm nochmals der Posten des Botschafters in London angeboten wurde, lehnte er aufgrund seines fortgeschrittenen Alters ab. Er war am 23. Februar 1848 in Paris zugegen, als er König Louis-Philippe durch einen Aufstane gestürzt wurde. Er stand am Fenster eines Hauses und beobachtete die aufgebrachte Menge der Aufständischen, als er von einem Stein am Kopf getroffen wurde. Er trug zwar keine sichtbaren Verletzung davon, war jedoch zutiefst schockiert über diese Ereignisse. Er kehrte umgehend nach Vollenhoven zurück, wo er wenige Tage später an einer Gehirnentzündung erkrankte in deren Folge er am 10. April in einem Anfall von Wahnsinn seinem Leben ein Ende setzte.

## Auszeichnungen und Ehrungen (Auswahl)
- 1814: Direktor der Koninklijke Hollandsche Maatschappij der Wetenschappen in Haarlem
- 1815: Ehrenmitglied der Société d’Emulation in Lüttich
- 3. Oktober 1815: Ritterkreuz des Militär-Max-Joseph-Ordens[3]
- 1816: Ehrenmitglied der Académie royale de Bruxelles (1845 assoziiertes Mitglied)[4]
- 1820: Ritter des St.-Anna-Ordens durch den russischen Kaiser[2]
- 14. Februar 1821: Großkreuz des Ordens des Niederländischen Löwen durch den niederländischen König[2]
- 1826: Mitglied der Leopoldina
- Kommandeur des Ordens des Polarsterns[2]
- Großoffizier der Ehrenlegion[2]